# Herbert Stenger
Pour les articles homonymes, voir Stenger.
Herbert Stenger, dit Der Berglöwe (le lion des montagnes), né le 11 janvier 1948 à Sommerkahl en Basse-Franconie et mort le 21 avril 2014, est un pilote automobile allemand de courses de côte et de rallyes, directeur d'une firme bavaroise d'installations.

## Biographie
Il commence les sports mécaniques en 1966, dans des courses de slaloms et de rallyes sur Opel Caravan.
À partir de 1969, il participe plus fréquemment à des courses de montagne, au volant de voitures Ford, Escort puis Capri.
Il commence sa carrière européenne en 1976 en Groupe 1 et cesse la compétition en 2007.

## Palmarès

### Titres
- Triple Champion d'Europe de la montagne :
  - Catégorie voitures de série : 1978, sur Ford Escort RS du Groupe 1 ;
  - Catégorie tourisme : 1981, sur Ford Escort RS du Groupe 2 ;
  - Catégorie course : 1982, sur Ford Capri Turbo Zakspeed du Groupe 2 ;
- Champion d'Allemagne de la montagne : 1979 ;
- Champion d'Europe de la montagne de division II, en 1981 ;
- Champion d'Europe de la montagne de division III, en 1982 ;
- Plusieurs fois champion d'Autriche de la montagne en division III par groupes, après 1997 ;
  - Vice-champion d'Europe de la montagne, en 1977, 1979 et 1980 (voitures de série) ;
  - Vice-champion d'Allemagne de la montagne, en 1982, 1993 et 1997.

### Victoires absolues notables en championnat d'Europe de la montagne
(sur des voitures Osella, de base Sachs, ou Stenger)
- 1983: Prades;
- 1989: Rechberg (Grand-Prix d'Autriche);
- 1989: Pecs;
- 1992: Trier.

## Source de la traduction
- (de) Cet article est partiellement ou en totalité issu de l’article de Wikipédia en allemand intitulé « Herbert Stenger » (voir la liste des auteurs).